# پیر اسپنگلر
پیر اسپنگلر (فرانسوی: Pierre Spengler‎؛ زادهٔ ۵ ژوئن ۱۹۴۷) تهیه‌کننده فیلم اهل فرانسه است. جنون بورژوازی، سوپرمن، سوپرمن ۲ و سوپرمن ۳ به تهیه‌کنندگی او ساخته شد.